# Budismo en Libia
El censo de Libia de 2007 incluía 13 000 cingaleses y bastante gente budista de otros países (sobre 12.000 coreanos y más de 2.000 chinos) lo que hace un 0,3% de la población total de Libia. Esto hace que Libia sea uno de los países con mayor proporción de budistas en el Norte de África. En Libia no hay ningún templo o pagoda budista.
- Los budistas Theravada suponen dos tercios de la población budista, y son principalmente cingaleses, mientras que el tercio restante son budistas Mahāyāna, de nacionalidades china y coreana.